# Stazione di Binetto
La stazione di Binetto è una stazione ferroviaria della ferrovia Bari-Matera a servizio del comune di Binetto, nella città metropolitana di Bari.
È gestita da Ferrovie Appulo Lucane (FAL).

## Strutture e impianti
La stazione è dotata di un fabbricato viaggiatori che ospita una sala d'attesa.
La stazione è dotata di due binari, serviti da due banchine.

## Servizi
La stazione dispone di:
- Fermata della linea extraurbana
- Biglietteria self-service
- Sala d'attesa
- Servizio Wi-Fi